# Скотланд (Јужна Дакота)
Скотланд (енгл. Scotland) град је у америчкој савезној држави Јужна Дакота.

## Демографија
По попису из 2010. године број становника је 841, што је 50 (-5,6%) становника мање него 2000. године.
| Група             | 2000.       | 2010.       |
| Белци             | 879 (98,7%) | 811 (96,4%) |
| Афроамериканци    | 1 (0,1%)    | 8 (1,0%)    |
| Азијати           | 3 (0,3%)    | 2 (0,2%)    |
| Хиспаноамериканци | 6 (0,7%)    | 2 (0,2%)    |
| Укупно            | 891         | 841         |